# Gabrielle Giffords
Gabrielle Dee "Gabby" Giffords (Tucson, Arizona; 8 de junio de 1970) es una política estadounidense, fue miembro de la Cámara de Representantes de los Estados Unidos por el 8.º distrito de Arizona. El 8 de enero de 2011 sufrió un atentado en Casas Adobes, en el cual resultó herida de gravedad.

## Carrera política
Giffords entró en la Cámara de Representantes en enero de 2007; siempre se ha mostrado partidaria de la reforma migratoria, la investigación con células embrionarias y las energías alternativas.
Es miembro del ala moderada del Partido Demócrata, sector también conocido como los "nuevos demócratas" o "Blue Dogs" (esta última expresión no tiene necesariamente connotaciones despectivas, sino que es parte de la jerga de la política estadounidense).

## Atentado
El 8 de enero de 2011 resultó herida tras un tiroteo en la ciudad arizoniana de Casas Adobes, en un incidente en el que fallecieron seis personas, entre ellas el juez federal John McCarthy Roll. Hubo además varios heridos, incluidos miembros de su gabinete.
El asesino, Jared Lee Loughner, fue detenido, juzgado y condenado a varias cadenas perpetuas. Antes del atentado, Giffords había expresado su inquietud por estar en la «lista de blancos» de Sarah Palin, que difundió material gráfico con sus oponentes en el centro de una mira de fusil, y utilizó metáforas armamentistas para invitar a derrotarlos.

## Vida personal
Está casada con el ex-astronauta Mark Kelly, y es cuñada del también astronauta Scott Kelly (hermano gemelo de su marido).

## Condecoraciones
El 7 de julio de 2022, recibió de manos del Presidente de los Estados Unidos, Joe Biden, la Medalla Presidencial de la Libertad, por su contribución hacia la defensa de libertad de expresión y de la democracia en el mundo.